# Финале УЕФА Лиге Европе 2018.
Финале УЕФА Лиге Европе 2018. је био последњи меч Лиге Европе у сезони 2017/2018, 47 сезоне 2. по величини највећег европског клупског такмичења које организује УЕФА. Финале је одржано на Парку Олимпик Лион у Десен Шарпјеу, у Лиону, у Француској 16. маја 2018.

Титулу је освојио Атлетико Мадрид, који је добио право играња против Реал Мадрида победника 2017-18 Лиге шампиона у Супер купу УЕФА.

## Место
Парк Олимпик Лион проглашен је  местом одржавања финала 9. децембра 2016. године у складу са одлуком УЕФА на састанку Извршног комитета у Ниону, у Швајцарској.

## Информације

### Амбасадор
Амбасадор финала је бивши француски међународни фудбалер Ерик Абидал, који је играо три сезоне у Лиону и касније освојио две титуле Лиге Шампиона са Барселоном.

### Улазнице
Са стадионом капацитета од 57.000 места, у финалу, 23.000 улазница су биле доступне за фанове и широј јавности, одређен број карата је био додељен сваком од учесника финала, а остатак је био на располагању за продају навијачима широм света путем сајта UEFA.com од 15. до 22. марта 2018. године у четири категорије: €150, €100, €70, и €45. Остатак карата је био доступан  локалном организационом комитету, УЕФИ,  националним асоцијацијама, пословним партнерима и емитерима.

## Меч

### Детаљи
Домаћин (за административне сврхе) је одређен додатним жребом који се одржао после жреба полуфинала, који је одржан 13. априла 2018. године, 13:00 по Средњоевропском летњем времену, у седишту УЕФА у Ниону, у Швајцарској.
| Олимпик Марсељ | 0:3 | Атлетико Мадрид             |
| -------------- | --- | --------------------------- |
|                |     | Гризман 21’, 49’ · Габи 89’ |

| Олимпик Марсељ | Атлетико Мадрид |

| GK           | 30 | Стев Манданда         |     |     |
| RB           | 17 | Буна Сар              |     |     |
| CB           | 23 | Адил Рами             |     |     |
| CB           | 19 | Луиз Густаво          | 75’ |     |
| LB           | 18 | Жордан Амави          | 38’ |     |
| CM           | 29 | Андре Замбо Ангиса    |     |     |
| CM           | 8  | Морган Сансон         |     |     |
| RW           | 26 | Флоријан Товен        |     |     |
| AM           | 10 | Димитри Пајет (к)     |     | 32’ |
| LW           | 5  | Лукас Окампос         |     | 55’ |
| CF           | 28 | Валер Жермен          |     | 74’ |
| Измене:      |    |                       |     |     |
| GK           | 16 | Јоан Пеле             |     |     |
| DF           | 2  | Хироки Сакај          |     |     |
| DF           | 6  | Роландо               |     |     |
| MF           | 4  | Бубакар Камара        |     |     |
| MF           | 27 | Максим Лопес          |     | 32’ |
| FW           | 11 | Константинос Митроглу |     | 74’ |
| FW           | 14 | Клинтон Нжије         | 78’ | 55’ |
| Тренер:      |    |                       |     |     |
| Руди Гарсија |    |                       |     |     |

| GK            | 13 | Јан Облак      |     |     |
| RB            | 16 | Шиме Врсаљко   | 23’ | 46’ |
| CB            | 24 | Хосе Хименез   |     |     |
| CB            | 2  | Дијего Годин   |     |     |
| LB            | 19 | Лукас Ернандез | 78’ |     |
| RM            | 11 | Анхел Кореа    |     | 88’ |
| CM            | 14 | Габи (к)       |     |     |
| CM            | 8  | Саул Њигез     |     |     |
| LM            | 6  | Коке           |     |     |
| CF            | 7  | Антоан Гризман |     | 90’ |
| CF            | 18 | Дијего Коста   |     |     |
| Измене:       |    |                |     |     |
| GK            | 25 | Аксел Вернер   |     |     |
| DF            | 3  | Филипе Луис    |     |     |
| DF            | 15 | Стефан Савић   |     |     |
| DF            | 20 | Хуанфран       |     | 46’ |
| MF            | 5  | Томас Партеј   |     | 88’ |
| FW            | 9  | Фернандо Торес |     | 90’ |
| FW            | 21 | Кевин Гамеиро  |     |     |
| Тренер:       |    |                |     |     |
| Херман Бургос |    |                |     |     |

Правила
- 90 минута.
- 30 минута продужетака у случају потребе.
- Пенали, ако је резултат и после продужетака изједначен.
- Седам измена, од којих три могу да се користе.